# Ingenio La Trinidad
La Trinidad es una localidad (Comuna Rural) situada en el departamento Chicligasta de la provincia de Tucumán, en Argentina. Su nombre (La Trinidad) deriva de "La santísima trinidad" (término que hace referencia al hijo, el padre y el Espíritu Santo de la religión católica) que también esté es el nombre de la iglesia principal de la localidad, siendo esta la iglesia de la Santísima Trinidad.

## Geografía
Limita su jurisdicción al norte con el río Gastona, al sur con el río Medinas, al este con la comuna de La Ciudacita y al oeste la circunscripción administrativa de la Comuna de Medinas.
Tiene 33 km² y una población de más de 6500 habitantes. Es el segundo núcleo poblacional importante en el departamento, después de la ciudad de Concepción, de la cual se encuentra a 11 km.
Se encuentra entre los 300 y 350 m s. n. m., presentando una depresión en el relieve, sin rasgos sobresalientes, con escasas pendientes.

### Población
La localidad cuenta con 4,274 habitantes (Indec, 2010), lo que representa un incremento del 5% frente a los 4,064 habitantes (Indec, 2001) del censo anterior. Forma un aglomerado urbano junto a Medinas, entre ambas localidades suma una población de 5,823 habitantes (Indec, 2010).
| Gráfica de evolución demográfica de La Trinidad entre 1991 y 2010 |
|                                                                   |
| Fuente: Censos nacionales del INDEC                               |

### Sismicidad
La sismicidad del área de Tucumán (centro norte de Argentina) es frecuente y de intensidad baja, y un silencio sísmico de terremotos medios a graves cada 30 años.
- Sismo de 1861: aunque dicha actividad geológica catastrófica, ocurre desde épocas prehistóricas, el terremoto del 20 de marzo de 1861 (164 años) con 12.000 muertes,[2] señaló un hito importante dentro de la historia de eventos sísmicos argentinos ya que fue el más fuerte registrado y documentado en el país. A partir del mismo la política de los sucesivos gobiernos del norte y de Cuyo han ido extremando cuidados y restringiendo los códigos de construcción.[1] Y con el terremoto de San Juan de 1944 del 15 de enero de 1944 (81 años) los gobiernos tomaron estado de la enorme gravedad crónica de sismos de la región.
- Sismo de 1931: de 6,3 de intensidad, el cual destruyó parte de sus edificaciones y abrió numerosas grietas en la zona[2][1]

## Economía
Sobresalen entre los principales cultivos que se realizan en la zona la caña de azúcar y en menor cantidad el maíz, zapallo entre otras verduras.
La economía se concentra específicamente en el cultivo e industrialización de la caña de azúcar, ya que dentro del casco urbano se encuentra emplazado el ingenio y destilería La Trinidad, uno de los más importantes dentro de la provincia por el buen rendimiento productivo siendo uno de los principales proveedores de alcohol en el norte argentino.
Tanto la producción de azúcar como la de alcohol es destinada al mercado provincial, nacional e internacional.
Desde el año 2010 funciona en las instalaciones del Ingenio y destilería La Trinidad, la empresa BIOTRINIDAD; destinada a la producción de bioetanol. Esta empresa nace de la necesidad de buscar alternativas a la creciente falta de combustibles fósiles no renovables como lo es la nafta. El bioetanol es cortado con las naftas al 5% actualmente en nuestro país, aunque en países como Brasil, se lo emplea en motores al 100%.

## Comunicación
La principal vía de comunicación es la Ruta Provincial 329 que une a las Rutas Nacionales 38 (Concepción) y 157 (Monteagudo). Mientras que todas las localidades que conforman la jurisdicción se encuentran perfectamente conectadas entre sí por caminos consolidados.

## Conformación
Conforman a la circunscripción administrativa de la Comuna de Trinidad, las localidades de:
- El Milagro
- El Porvenir
- La Esperanza
- San Carlos

El casco urbano de La Trinidad está integrado por los barrios:
- Santa Rita
- Obrero
- Belgrano
- Colón
- 9 de julio
- Corralito
- San Martín
- Barrio Las Rosas (nuevo barrio formado por 104 viviendas de 1987 por el Instituto de la Vivienda de la Provincia)

## Educación
tres escuelas primarias
- Constitución (con más de 100 años de labor educativa en La Trinidad)
- Escuela 181 La Esperanza
- Escuela Brigadier Facundo Quiroga de San Carlos.

En el año 1986 comenzó a funcionar en un inmueble cedido por el Ingenio La Trinidad (Ex enfermería) la Escuela de Comercio La Trinidad a la que acuden más de 1000 alumnos.
Según Decreto N.º 2304/5 (MED) de fecha 31 de julio de 2009 la Institución recibe el nombre de MANIE ANDOLE DE ESTOFÁN, madre de Rosa y Eduardo Estofán, donantes del terreno donde se erige el nuevo edificio escolar avenida La Fuente N.º 470.

## Salud
La asistencia sanitaria en La Trinidad es brindada por un Centro Asistencial Primario de la Salud (CAPS) perteneciente al  Sistema Provincial de Salud de Tucumán (SIPROSA), un Centro Asistencial privado Santa Teresita, contando con un Centro para Jubilados, odontólogos, dos laboratorios de análisis clínicos y una farmacia.
En San Carlos, localidad distante a 4 km de La Trinidad y perteneciente a esta jurisdicción, se puede adquirir los productos regionales que son elaborados por Don Miguel Gramajo y muy solicitados por todo visitante que además de adquirirlos puede observar su proceso de elaboración artesanal, siendo tal vez el único que conserva el estilo tradicional, con un trapiche vertical de madera accionado por el giro circular de un par de mulas, sistema similar al creado por el padre de la industria azucarera de Tucumán, el Obispo José Columbres. Tanto los alfeñiques, tabletas y miel de caña producidos de la forma más natural posible, siendo obtenidos sin derivados químicos conservando el auténtico sabor de la dulzura tucumana de más de 100 años atrás.

## Historia
La evolución de La Trinidad se originó a fines del siglo pasado con los inicios de la construcción de la fábrica azucarera (Ingenio La Trinidad) y su posterior puesta en actividad.
Fue don Juan Manuel Méndez quien el 10 de abril de 1875 puso en marcha esta fábrica azucarera en La Trinidad. Los Méndez eran una familia radicada en San Miguel de Tucumán, que periódicamente alternaban sus días de vacaciones en la Villa de Medinas, esta familia era de una profunda fe religiosa que participó en la construcción de la iglesia consagrada a la Santísima Trinidad, construida en 1880.
Para 1886 el ingenio La Trinidad continúa con la nueva firma Méndez – Salvatierra, hasta que ésta vende a la Empresa Tornquist y es propietaria de la Compañía Azucarera Tucumana (C.A.T.) que la integraron Nueva Babiera, Lastenia –ambas desaparecidas- Santa Rosa, Florida y La Trinidad, estas tres últimas en plena producción. Producida la quiebra de la C.A.T. asume el manejo de los 5 ingenios CONASA, una compañía estatal, hasta que la adquiere el Grupo Estofán allá por el año 1978 y que se desenvuelve como Azucarera La Trinidad S.A., para pasar a la fecha por la arrendataria TRIAL S.A.
Con el gran atractivo laboral que presentaba la instalación de la fábrica en esos tiempos, numerosas familias de Tucumán y de provincias vecinas se fueron agrupando en las cercanías de la fábrica, constituyendo una comunidad con un aclara vocación progresista, que con el apoyo de la industria y la participación de los obreros crearon diversas instituciones que brindaban su aporte cultural, social y deportivo a la comunidad, de las que hoy en día quedan sus majestuosas sede en un lamentable y avanzado estado de deterioración, ellas son: Centro Cultural de Obreros de La Trinidad (1939); Sociedad Musical Obreros de Trinidad (1930); Club Sportivo Trinidad (1915) y el Club Palitroque, estas últimas dos presentan remodelaciones en su infraestructura.
A través del tiempo La Trinidad se caracterizó futbolísticamente por las exitosas campañas de su club y culturalmente por el gran movimiento que se originaba en el Centro Cultural y en la Sociedad Musical a donde llegaban las más relevantes obras teatrales y agrupaciones musicales de aquel entonces a lo que hay que sumarle las grandes presentaciones de la Banda de Música local, considerada tiempos atrás como una de las mejores de la provincia, tanto por las interpretaciones que realizaba como por el nivel de uniformes y la gran cantidad de integrantes.
A partir de 1982 La Trinidad cobró un nuevo auge ya que un grupo de jóvenes armaron un desfile de carrozas y comparsas para sí dar paso durante más de diez años a los corsos de La Trinidad, que en ese entonces reunía por sus calles a más de 30000 espectadores que de noche a noche llegaban a nuestro pueblo a ver el desfile más importante de todas las fiestas de carnaval que se realizaban en la provincia, en donde se ponía de manifiesto todo el poder creativo de la comunidad que mancomunadamente trabajaba día y noche para llevar adelante esta fiesta.
La Trinidad, por Ley 5979, es Municipalidad de 2.ª Categoría desde el año 1989, pero por disposiciones gubernamentales no se encuentra en vigencia esperando todos los vecinos que el Poder Ejecutivo de la provincia cumpla con la misma.
Hoy La Trinidad es una Comuna de 1.ª Categoría siendo dirigida, administrada y representada por el Comisionado Comunal (ex delegado comunal) quienes a partir de 1995 son elegidos por el voto directo de los habitantes de la jurisdicción electoral a la que corresponden.

## Personalidades
- Pedro Olalla, futbolista con destacado paso por Atlético Tucumán y el fútbol colombiano.